# Greenwood (Colombie-Britannique)
Pour les articles homonymes, voir Greenwood.
Greenwood est une cité (city) de Colombie-Britannique, au Canada.

## Histoire
Greenwood est à l'origine une ville minière qui se développe après la découverte de mines de cuivre dans les années 1890. L'exploitation du minerai cesse après la Première Guerre mondiale et Greenwood perd l'essentiel de sa population. 
En 1942, 1200 canadiens d'origine japonaise sont déportés à Greenwood dans les camps d'internement des Japonais-canadiens.

## Démographie
| 2001 | 2006 | 2011 | 2016 |
| ---- | ---- | ---- | ---- |
| 666  | 625  | 708  | 665  |